# 網頁郵件
網頁郵件（英語：webmail）是因特网上一种主要使用网页浏览器来阅读或发送电子邮件的服务，与使用Microsoft Outlook、Mozilla Thunderbird等电子邮件客户端软件的电子邮件服务相对。
因特网上的许多公司，诸如Google、雅虎、新浪、网易等，都提供有网页邮件服务。此外，个人的因特网服务提供商也可能提供网页邮件服务，这样他们的用户可以不必通过他们一般使用的上网终端而直接使用他们的邮件服务。

## 历史
世界上第一个webmail服务是杰克·史密斯和印度的沙比尔·巴蒂亚（Sabeer Bhatia）一起创办的Hotmail。后来微软将Hotmail买下并将其与Outlook.com服務相结合。而有提供電子郵件信箱的门户网站及ISP也大多提供了webmail供用戶使用。
一些开放源代码的程序允许用户建立自己的webmail。

## 特色
多数webmail具有下列特色：
- 文件夾
- 不同的邮件分入不同的文件夹
- 垃圾筒
- 地址簿

不少webmail服务还同時具有下列特征：
- 垃圾邮件检查
- POP3收取其他電子信箱
- 检查附件中的电脑病毒
- 字典（词典）功能
- 拼写错误检查

## 优点和缺点

### 优点
- 用户可以在任何连接至互联网且拥有网页浏览器的地方读取和发送电子邮件，而不必使用特定的客户端软件
- 邮件不必被下载
- 许多公司提供匿名服务

### 缺点
- 用户若没有连接至互联网，就无法使用webmail，即使是读取从前的邮件也无法进行
- 一般webmail的存储量有限
- 用户可能必须接受界面中的网页广告
- 若网络速度较慢，webmail很难使用
- 一般电子邮件都比较短，但webmail由于要在原来的邮件基础上新增HTML的指令和结构，所以会让邮件体积变大

## 其他特征
- 匿名性

Webmail拥有一定程度的匿名性。一般来说国家安全机构可以比较容易地确定谁在使用webmail服务，但私人一般比较难确定使用webmail的到底是谁。

## Webmail伺服軟體舉隅
- OpenWebmail
- Mail2000